# Macrino
Marco Opelio Macrino (en latín, Marcus Opellius Macrinus), conocido como Macrino (Cesarea, 164-Capadocia, 218) fue emperador romano entre los años 217 y 218.

## Biografía
Nació en 164 en Cesarea, como hijo de la nobleza local, aunque probablemente no disponían de muchos medios económicos. Cayo Fulvio Plauciano, prefecto del pretorio, le nombró su asesor legal personal durante el gobierno de Septimio Severo.
Tras el asesinato de Plauciano en 205, Macrino se dedicó a la administración del patrimonio imperial como abogado del fisco, y en 212, con Caracalla como emperador, es nombrado prefecto del pretorio. En el año 217 fue uno de los líderes del asesinato de Caracalla, llevado a cabo el 8 de abril por Julio Marcial, y en consecuencia se proclamó emperador. Según Dion Casio, su procedencia era inusual y costaba habituarse a ella, pero atribuye al emperador una alta fiabilidad y buen sentido común.

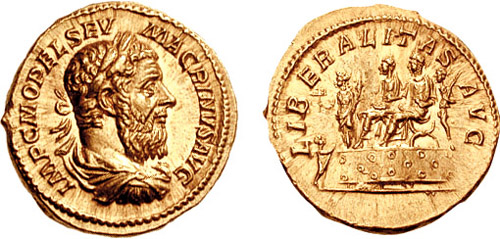
Áureo de Macrino; reverso junto a su hijo Diadumeniano.

Como Macrino fue declarado emperador por sus soldados sin consultar al Senado, solo pudo apoyarse en la fidelidad de sus propias tropas, a las que enriqueció cuando asumió el poder. El Senado pronto tuvo que confirmar la elección. Roma vivió un interregno de unos días, pues el gobierno formal de Macrino no comenzó hasta el 12 de abril.
Macrino intentó paliar las consecuencias de la política de Caracalla y prometió gobernar inspirado en los ideales de Marco Aurelio. Su mayor problema era la guerra contra los partos que había empezado ya bajo Caracalla y que no pudo llevar a buen término.
Tras la sangrienta batalla de Nisibis, que duró tres días y terminó sin un ganador definitivo, Macrino dio fin a las masacres pagando a los partos la suma de 200 millones de sestercios y abandonó Armenia, en retirada hacia Antioquía. Los pagos fueron financiados por recortes en el sueldo de los legionarios. Esto cambió la actitud de las tropas hacia él. 
Macrino fijó desde entonces su residencia en Antioquía, desde donde se dedicó a planear reformas judiciales. Desde allí nombró a Dion Casio gobernador de Pérgamo y Esmirna.
La situación política se agravó al presentarse Vario Avito Basiano (Heliogábalo), quien apenas contaba catorce años, como presunto heredero de Caracalla. En la mañana del 16 de mayo de 218 las legiones romanas proclamaron a Vario como emperador. Macrino reaccionó proclamando a su propio hijo Diadumeniano como Augusto, pero no consiguió calmar la situación. Finalmente, huyeron Diadumeniano y Macrino.

### Caída
El 8 de junio de 218 se produjo la batalla definitiva entre las tropas de Macrino y las de Heliogábalo. En esta batalla, Macrino fue derrotado. Un último intento de controlar la situación con los pretorianos fracasó al producirse un motín entre sus tropas supervivientes. Macrino consiguió huir del campo de batalla afeitándose la barba, para evitar ser reconocido.
Finalmente, fue capturado en Calcedonia, cuando estaba a la espera de abordar un barco que le debía llevar al otro lado del Bósforo. Su hijo fue hecho preso en Siria. Macrino fue ejecutado poco después en Archelais.